# 48. ceremonia wręczenia nagród David di Donatello
48. ceremonia wręczenia włoskich nagród filmowych David di Donatello odbyła się 9 kwietnia 2003 roku w Sala Sinopoli dell'Auditorium Parco della Musica.

## Laureaci i nominowani
Laureaci nagród wyróżnieni są wytłuszczeniem.

### Najlepszy film
- Okna (La finestra di fronte), reż. Ferzan Özpetek
- Pamiętaj mnie (Ricordati di me), reż. Gabriele Muccino
- Balsamista (L'imbalsamatore), reż. Matteo Garrone
- Czas religii (L'ora di religione), reż. Marco Bellocchio
- Respiro, reż. Emanuele Crialese

### Najlepszy debiutujący reżyser
- Daniele Vicari – Prędkość maksymalna (Velocità massima)
- Francesco Falaschi – Nazywam się Emma (Emma sono io)
- Michele Mellara i Alessandro Rossi – Fortezza Bastiani
- Marco Simon Puccioni – To, czego szukasz (Quello che cerchi)
- Spiro Scimone i Francesco Sframeli – Due amici

### Najlepszy reżyser
- Pupi Avati – Serce gdzie indziej (Il cuore altrove)
- Gabriele Muccino – Pamiętaj mnie (Ricordati di me)
- Marco Bellocchio – Czas religii (L'ora di religione)
- Matteo Garrone – Balsamista (L'imbalsamatore)
- Ferzan Özpetek – Okna (La finestra di fronte)

### Najlepszy scenariusz
- Matteo Garrone, Massimo Gaudoso i Ugo Chiti – Balsamista (L'imbalsamatore)
- Gabriele Muccino i Heidrun Schleef – Pamiętaj mnie (Ricordati di me)
- Anna Pavignano i Alessandro D'Alatri – W razie czego (Casomai)
- Gianni Romoli i Ferzan Özpetek – Okna (La finestra di fronte)
- Piero De Bernardi, Pasquale Plastino, Fiamma Satta i Carlo Verdone – To nie nasza wina (Ma che colpa abbiamo noi)
- Marco Bellocchio – Czas religii (L'ora di religione)

### Najlepszy producent
- Domenico Procacci – Respiro
- Domenico Procacci – Pamiętaj mnie (Ricordati di me)
- Elda Ferri – Prendimi l'anima
- Domenico Procacci – Balsamista (L'imbalsamatore)
- Gianni Romoli i Tilde Corsi – Okna (La finestra di fronte)

### Najlepsza aktorka
- Giovanna Mezzogiorno – Okna (La finestra di fronte)
- Laura Morante – Pamiętaj mnie (Ricordati di me)
- Donatella Finocchiaro – Angela
- Valeria Golino – Respiro
- Stefania Rocca – W razie czego (Casomai)

### Najlepszy aktor
- Massimo Girotti – Okna (La finestra di fronte)
- Fabrizio Bentivoglio – Pamiętaj mnie (Ricordati di me)
- Roberto Benigni – Pinokio (Pinocchio)
- Sergio Castellitto – Czas religii (L'ora di religione)
- Neri Marcorè – Serce gdzie indziej (Il cuore altrove)
- Fabio Volo – W razie czego (Casomai)

### Najlepsza aktorka drugoplanowa
- Piera Degli Esposti – Czas religii (L'ora di religione)
- Monica Bellucci – Pamiętaj mnie (Ricordati di me)
- Nicoletta Romanov – Pamiętaj mnie (Ricordati di me)
- Serra Yilmaz – Okna (La finestra di fronte)
- Francesca Neri – La felicità non costa niente

### Najlepszy aktor drugoplanowy
- Ernesto Mahieux – Balsamista (L'imbalsamatore)
- Antonio Catania – To nie nasza wina (Ma che colpa abbiamo noi)
- Pierfrancesco Favino – Bitwa El Alamein (El Alamein - La linea del fuoco)
- Giancarlo Giannini – Serce gdzie indziej (Il cuore altrove)
- Kim Rossi Stuart – Pinokio (Pinocchio)

### Najlepsze zdjęcia
- Daniele Nannuzzi – Bitwa El Alamein (El Alamein – La linea di fuoco)
- Maurizio Calvesi – Prendimi l'anima
- Gianfilippo Corticelli – Okna (La finestra di fronte)
- Marco Onorato – Balsamista (L'imbalsamatore)
- Dante Spinotti – Pinokio (Pinocchio)
- Fabio Zamarion – Respiro

### Najlepsza muzyka
- Andrea Guerra – Okna (La finestra di fronte)
- Banda Osiris – Balsamista (L'imbalsamatore)
- Pivio e Aldo De Scalzi – W razie czego (Casomai)
- Riz Ortolani – Serce gdzie indziej (Il cuore altrove)
- Nicola Piovani – Pinokio (Pinocchio)

### Najlepsza scenografia
- Danilo Donati – Pinokio (Pinocchio)
- Paolo Bonfini – Balsamista (L'imbalsamatore)
- Giantito Burchiellaro – Prendimi l'anima
- Marco Dentici – Czas religii (L'ora di religione)
- Simona Migliotti – Serce gdzie indziej (Il cuore altrove)

### Najlepsze kostiumy
- Danilo Donati – Pinokio (Pinocchio)
- Mario Carlini i Francesco Crivellini – Serce gdzie indziej (Il cuore altrove)
- Elena Mannini – Un viaggio chiamato amore
- Francesca Sartori – Prendimi l'anima
- Andrea Viotti – Bitwa El Alamein (El Alamein – La linea di fuoco)

### Najlepszy montaż
- Cecilia Zanuso – Bitwa El Alamein (El Alamein – La linea di fuoco)
- Claudio Di Mauro – Pamiętaj mnie (Ricordati di me)
- Patrizio Marone – Okna (La finestra di fronte)
- Amedeo Salfa – Serce gdzie indziej (Il cuore altrove)
- Marco Spoletini – Balsamista (L'imbalsamatore)

### Najlepszy dźwięk
- Andrea Giorgio Moser – Bitwa El Alamein (El Alamein – La linea di fuoco)
- Maurizio Argentieri – W razie czego (Casomai)
- Gaetano Carito – Pamiętaj mnie (Ricordati di me)
- Gaetano Carito – Prędkość maksymalna (Velocità massima)
- Marco Grillo – Okna (La finestra di fronte)

### Najlepszy film krótkometrażowy
- Racconto di guerra, reż. Mario Amura
- Rosso fango, reż. Paolo Ameli
- Radioportogutenberg, reż. Alessandro Vannucci
- Regalo di Natale, reż. Daniele De Plano
- Space off, reż. Tino Franco

### Najlepszy film zagraniczny
- Pianista (The Pianist), reż. Roman Polański
- Chicago, reż. Rob Marshall
- Porozmawiaj z nią (Hable con ella), reż. Pedro Almodóvar
- Godziny (The Hours), reż. Stephen Daldry
- Człowiek z pociągu (L'homme du train), reż. Patrice Leconte

### Nagroda David scuola
- Okna (La finestra di fronte), reż. Ferzan Özpetek

### Nagroda specjalna
- Gregory Peck
- Isabelle Huppert